# Dave Schellhase
David Gene Schellhase jr., detto Dave (Evansville, 14 ottobre 1944), è un ex cestista e allenatore di pallacanestro statunitense, professionista nella NBA.

## Carriera
Venne selezionato dai Chicago Bulls al primo giro del Draft NBA 1966 (10ª scelta assoluta).

## Palmarès

### Giocatore
- NCAA AP All-America First Team (1966)
- NCAA AP All-America Second Team (1965)